# Dicranoweisia
Dicranoweisia là một chi rêu trong họ Dicranaceae.